# 马新强
马新强（1965年—），陕西扶凤人，汉族，中华人民共和国政治人物、第十二届全国人民代表大会湖北地区代表。

## 生平
毕业于华中理工大学光学系激光专业。加入中国共产党。2013年，担任全国人大代表。2018年2月24日，当选为第十三届全国人大代表。